# Clint (Anglia)
Clint – przysiółek w Anglii, w North Yorkshire. Leży 7,1 km na zachód od miasta Harrogate, 35,5 km od miasta York i 298,6 km na północny wschód od Londynu. W 1961 roku civil parish liczyła 455 mieszkańców.